# Matt Gerald
Matt Gerald (Miami, 2 mei 1970) is een Amerikaans acteur.

## Biografie
Gerald is afgestudeerd aan de University of Pennsylvania in Philadelphia (Pennsylvania).
Gerald begon in 1998 met acteren in de film Starstruck, waarna hij nog meerdere rollen speelde in films en televisieseries. 

## Filmografie

### Films
Uitgezonderd korte films.
- 2024 Cash Out - als Fabrizio
- 2022 Avatar: The Way of Water - als Recom Wainfleet
- 2018 Rampage: Big Meets Bigger - als Zammit
- 2017 Bright - als Hicks
- 2017 Shot Caller - als Phil Cole
- 2016 Broken Vows - als Clay Darrow
- 2016 Restored Me - als rechercheur Derek Shane
- 2015 Solace - als Sloman
- 2015 San Andreas - als Harrison
- 2013 Escape Plan - als Roag
- 2013 The Frozen Ground - als Ed Stauber
- 2013 G.I. Joe: Retaliation - als Havoc
- 2012 Red Dawn - als Hodges
- 2012 Freelancers - als Billy Morrison
- 2010 Faster - als broer van chauffeur
- 2010 Elektra Luxx - als Michael Ortiz
- 2009 Avatar - als korporaal Lyle Wainfleet
- 2008 Choke - als rechercheur Ryan
- 2005 In the Mix - als Jackie
- 2005 xXx: State of the Union - als Liebo
- 2003 S.W.A.T. - als Nick
- 2003 Terminator 3: Rise of the Machines - als leider SWAT-team
- 2000 Tigerland - als sergeant Eveland
- 1999 Magnolia - als officier
- 1999 The Minus Man - als politieagent
- 1998 Judas Kiss - als agent
- 1998 Starstruck - als agent op patrouille

### Televisieseries
Uitgezonderd eenmalige gastrollen.
- 2023 Mayor of Kingstown - als Davidson - 4 afl.
- 2020 L.A.'s Finest - als Duke Ingram - 2 afl.
- 2015-2018 Daredevil - als Melvin Potter - 7 afl.
- 2018 The Oath - als Kilvinski - 3 afl.
- 2012 Dexter - als Ray Speltzer - 2 afl.
- 2006-2008 The Unit - als Beau Dauber - 3 afl.
- 2007 Life - als Krebbs - 2 afl.
- 2004 The Shield - als Tommy Hisk - 7 afl.